# Cosma Manera
Cosma Manera (ur. 15 czerwca 1876 w Asti, zm. 1958 w Turynie) – włoski wojskowy (generał brygady), szef włoskiej misji wojskowej na Syberii, a następnie w Batumi podczas wojny domowej w Rosji.

## Życiorys
Ukończył szkołę wojskową w Modenie, zaś w 1899 roku kursy oficerskie w Mediolanie. Służył w stopniu porucznika w 2. batalionie 93 Pułku Piechoty na Krecie. W 1901 roku przeszedł do Korpusu Karabinierów. Służył w garnizonie w Palermo, a następnie w Weronie. Pod koniec 1904 roku skierowano go do Macedonii jako członka komisji do spraw reorganizacji miejscowej żandarmerii. W lutym 1913 roku w stopniu kapitana został wysłany do Albanii. Po wybuchu I wojny światowej służył w Trypolitanii. W 1917 roku wszedł w skład komisji wojskowej do spraw repatriacji włoskich jeńców wojennych z państw Ententy. Na początku 1918 roku komisję przekształcono we włoską misję wojskową na Syberii. Jej zadaniem było zorganizowanie powrotu ponad 2,6 tysiąca włoskich wojskowych, zgrupowanych w obozie we wsi Kirsanow. Po przybyciu do Rosji kapitan Cosma Manera sformował trzy bataliony po cztery kompanie każdy, po czym rozpoczął ich szkolenie. Po wysłaniu koleją kolejnych oddziałów stanął na czele ostatniej grupy, która wkrótce przybyła do Władywostoku. Tam zorganizował powrót Włochów do ojczyzny statkami przez Tiencin i Pekin. W międzyczasie awansował do stopnia majora. W marcu 1918 roku włoskiemu naczelnemu dowództwu przedstawił pomysł zorganizowania na Syberii korpusu interwencyjnego, ale został on odrzucony. Następnie mianowano go attaché wojskowym w Tokio, ale z siedzibą w Pekinie. Jednocześnie formalnie objął dowództwo batalionu włoskiego we Władywostoku i powrócił na stanowisko szefa włoskiej misji wojskowej. W lutym 1920 roku wraz z ostatnimi włoskimi żołnierzami ewakuował się z Władywostoku do Włoch. Po awansie na podpułkownika skierowano go do Batumi w charakterze szefa włoskiej misji wojskowej. W 1921 roku powrócił do ojczyzny, gdzie kontynuował służbę w Korpusie Karabinierów w garnizonach w Salerno, Rzymie i Ankonie. Od 1927 roku w stopniu pułkownika dowodził legionami karabinierów w Mediolanie, Livorno, a następnie Bolonii. W 1933 roku mianowano go generałem brygady. W 1940 roku odszedł do rezerwy.